# Urinoterapia

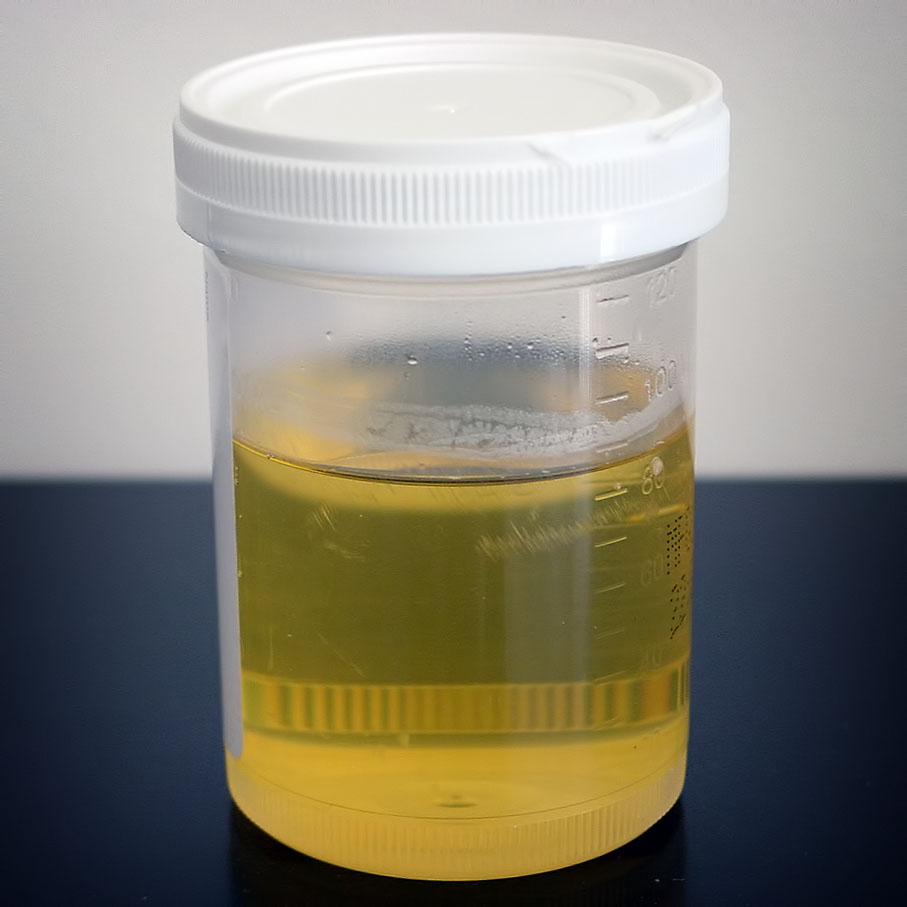
Amostra de urina humana

A urinoterapia ou uroterapia é uma forma de pseudociência que propõe como tratamento o uso da urina humana para fins medicinais e cosméticos. Exemplos de aplicação incluem a ingestão da própria urina ou massagem da pele com urina. 
Não há nenhum benefício cientificamente comprovado de tais técnicas para a saúde.
A urina humana constitui-se principalmente de água e ureia, sendo que este possui muitos usos diferentes e comerciais. A urina também contém pequenas quantidades de milhares de outros componentes, hormônios, metabólitos incluindo corticosteroides.